# 托尔贾诺
托尔贾诺（義大利語：Torgiano），是意大利佩鲁贾省的一个市镇。总面积37.88平方公里，人口6479人，人口密度171.0人/平方公里（2009年）。ISTAT代码为054053。

## 友好城市
- 法國 达尔内塔勒